# Taenaris kirschi
Taenaris kirschi är en fjärilsart som beskrevs av Otto Staudinger 1887. Taenaris kirschi ingår i släktet Taenaris och familjen praktfjärilar. Inga underarter finns listade i Catalogue of Life.